# Осло (город, Миннесота)
Осло (англ. Oslo) — город в округе Маршалл, штат Миннесота, США. На площади 1 км² (0,9 км² — суша, 0,1 км² — вода), согласно переписи 2010 года, проживают 330 человек. Плотность населения составляет 354 чел./км².
- Телефонный код города — 218
- Почтовый индекс — 56744
- FIPS-код города — 27-48976[1]
- GNIS-идентификатор — 0649021[2]